# Nowy Secymin
Nowy Secymin (früher Secymin Niemiecki, deutsch Deutsch Secymin) ist eine Ortschaft der Gemeinde Leoncin im Powiat Nowodworski der Woiwodschaft Masowien in Polen, am südlichen Ufer der Weichsel.

## Geschichte

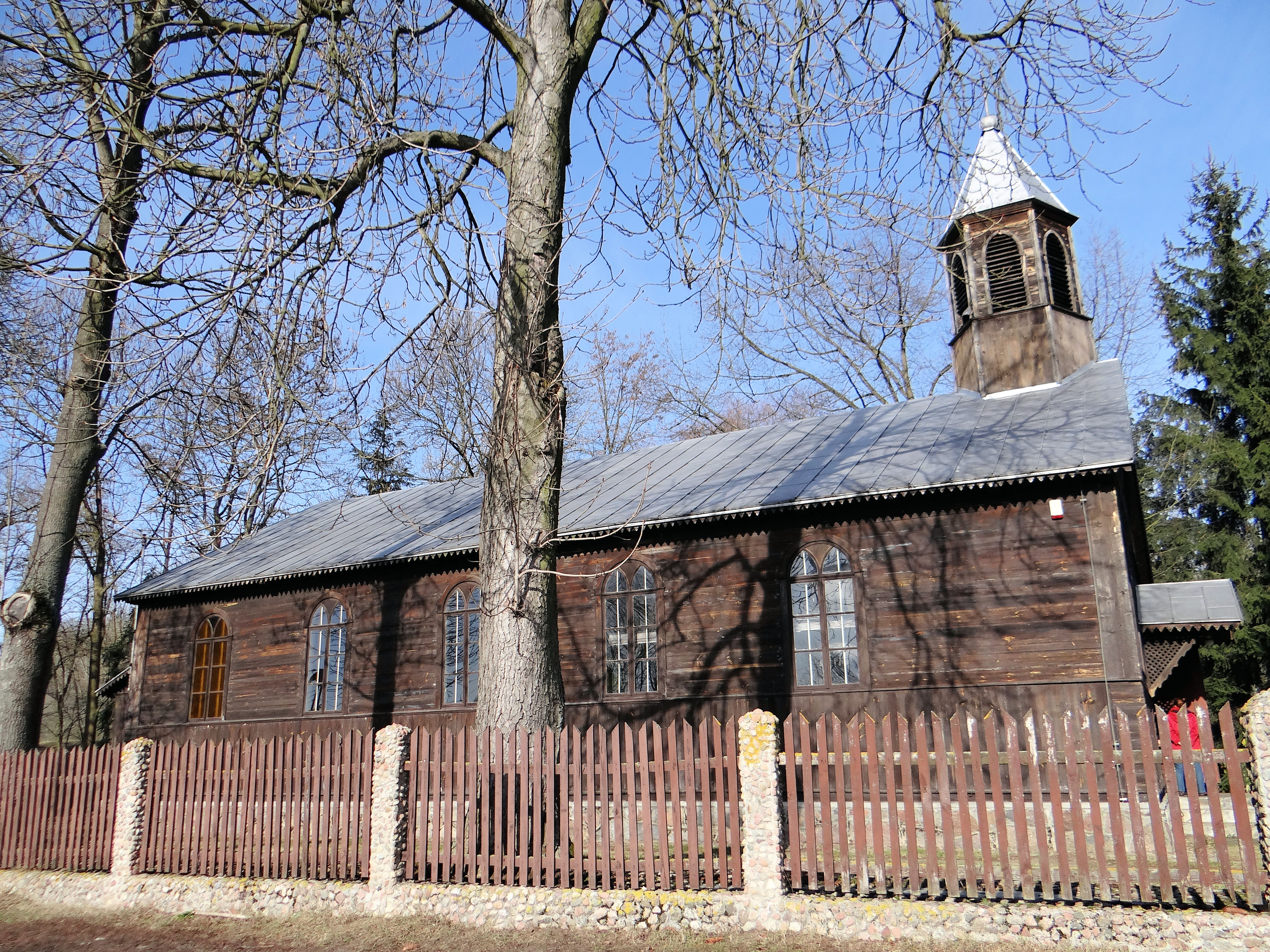
Ehemalige protestantische Holzkirche

Die Besiedlung der Umgebung durch die Holländer (siehe Hauländer bzw. Weichseldeutsche) begann in der zweiten Hälfte des 18. Jahrhunderts (z. B. 1777 entstand das benachbarte Deutsch-Wilków). Eine deutsche Schule in Secymin wurde 1798 erwähnt, als es nach der dritten Teilung Polens von 1795 bis 1807 zur Provinz Südpreußen gehörte. 1809 kam Secymin ins Herzogtum Warschau und 1815 ins neu entstandene russisch beherrschte Kongresspolen. 1827 wurden Secymin Polski, Secymin Niemiecki und Secyminek unterschieden und in Deutsch Secymin gab es 29 Häuser mit 260 Einwohnern. 1846 wurde eine evangelisch-augsburgische Filialgemeinde von Wyszogród für die Orte Secymin, Kromnów, Famułki, Gniewniewice, Wilków und Myszory errichtet. Damals befand sich im Dorf ein mennonitischer Friedhof. Es ist möglich, dass die Mennoniten zum Lutheranismus konvertierten.
1918, nach dem Ende des Ersten Weltkriegs wurde es Teil Polens. 1923 wurde eine protestantische Holzkirche in Secymin Niemiecki für die Filialgemeinde gebaut, die um 3000 Mitglieder umfasste. Später wurde es zur unabhängigen Gemeinde der Evangelisch-Augsburgischen Kirche in Polen erhoben.
Im Zweiten Weltkrieg gehörte es zum Generalgouvernement. 1944 wurden die Protestanten von Deutschen evakuiert. Ab 1945 ist die Holzkirche römisch-katholisch.
Von 1975 bis 1998 gehörte das Dorf zur Woiwodschaft Warschau.